# Frank Silva
Frank Silva (Sacramento, Kalifornia, 1950. október 31.  – Seattle, Washington, 1995. szeptember 13.) indián származású, amerikai színész.

## Élete és pályafutása
Silva a San Franciscó-i Állami Egyetemen végzett. Több filmben dolgozott mint kellékes vagy öltöztető.
David Lynch filmrendező, a Twin Peaks 2007-es DVD-kiadásában elmondta, hogy a kellékesként dolgozó Silvát megkérdezte, hogy szeretne-e szerepelni a sorozatban, amire Silva igent mondott. Később Lynch meglátta Silvát egy tükörben és így találta ki a gonosz entitás, Gyilkos Bob karakterét, aminek eljátszásával Silva-t bízta meg. Silva a sorozatra épülő 1992-es mozifilmben (Twin Peaks – Tűz, jöjj velem!) is szerepet vállalt.
Silva az Anthrax nevű együttes 1992-es "Only" című számában is feltűnik. 
1995. szeptember 13-án, 44 éves korában halt meg, AIDS okozta szövődmények miatt.

## Filmográfia

### Színészként
- Twin Peaks (TV sorozat), 11 részben - Gyilkos Bob (1990-1991)
- Twin Peaks – Tűz, jöjj velem! - Bob (1992)
- Twin Peaks: The Missing Pieces - Bob (archív felvételen) (2014)
- Twin Peaks (2017) - Gyilkos Bob (achív felvételen) (2017)

### Művészeti asszisztensként
- Joysticks - rajzoló (1983)
- Dűne - öltöztető (1984)
- Kék bársony - öltöztető (1986)
- Rosalie Goes Shopping - kellékes (1989)
- Chips, a katonakutya - kellékes (1990)
- Veszett a világ - kellékes (1990)
- Twin Peaks (a pilot-részben) - öltöztető (1990)
- Egy rossz lépés - kellékes (1992)

## Fordítás
- Ez a szócikk részben vagy egészben  a   Frank Silva című angol Wikipédia-szócikk fordításán alapul.  Az eredeti cikk szerkesztőit annak laptörténete sorolja fel. Ez a jelzés csupán a megfogalmazás eredetét és a szerzői jogokat jelzi, nem szolgál a cikkben szereplő információk forrásmegjelöléseként.